# مهرداد گودرزوند چگینی
مهرداد گودرزوند چگینی (زاده ۱۳۴۴ رودبار) سیاستمدار ایرانی است. گودرزوند چگینی در یازدهمین انتخابات مجلس شورای اسلامی، با کسب ۱۶٬۱۹۹ رأی، از حوزه انتخابیه رودبار توانست به مجلس شورای اسلامی راه یابد. وی همچنین در دوازدهمین انتخابات مجلس شورای اسلامی نیز توانست با کسب ۱۸۷۸۸ رأی در سمت خود باقی بماند.